# کرومیک اسید
اسید کرومیک (به انگلیسی: Chromic acid) یک ترکیب شیمیایی با شناسه پاب‌کم ۲۴۴۲۵ است. شکل ظاهری این ترکیب، بلورهای قرمز است.